# Savojské hrabství
Savojské hrabství (francouzsky Comté de Savoie, italsky Contea di Savoia) byl politický útvar po většinu svého trvání zapojený v rámci Svaté říše římské. Existoval mezi roky 1003 a 1416 a byl řízen panovníky ze savojské dynastie. Vznikl stejně jako svobodné švýcarské obce vydělením z Arelatského království v 11. století a jeho prvním hrabětem a zakladatelem dynastie byl Humbert I. Zanikl tím, že byl povýšen na Savojské vévodství císařem Zikmundem Lucemburským, který udělil titul vévody Amadeovi VIII. Savojskému.

## Symbolika

starý znak savojských hrabat
novější znak savojských
savojští na znamení věrnosti k Říši používali císařskou zástavu